# Edições Pedago
A Edições Pedago é uma editora portuguesa que publica para todos os educadores e educadoras, investigadores e investigadoras, alunos e alunas de graduação e pós-graduação. Alguma dessas edições são feitas em parceria com instituições de ensino como por exemplo no caso do Instituto Superior de Ciências Educativas.
Edições Pedago publica nos campos da educação, ciências sociais, ciências políticas, estudos culturais, psicologia, gestão, entre outras áreas.